# Banconota da 5 dollari (Stati Uniti d'America)
La banconota da cinque dollari degli Stati Uniti d'America ($ 5) è una denominazione della valuta degli Stati Uniti d'America.

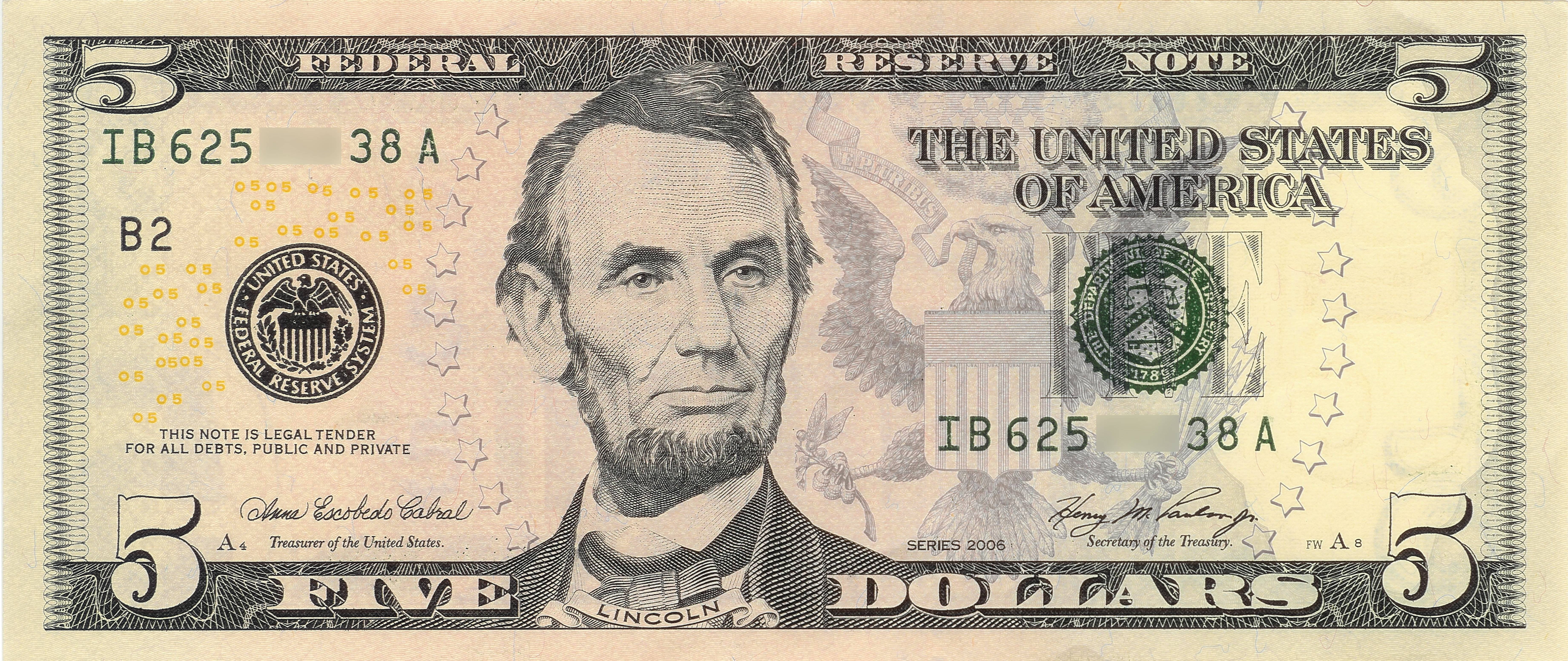
Diritto

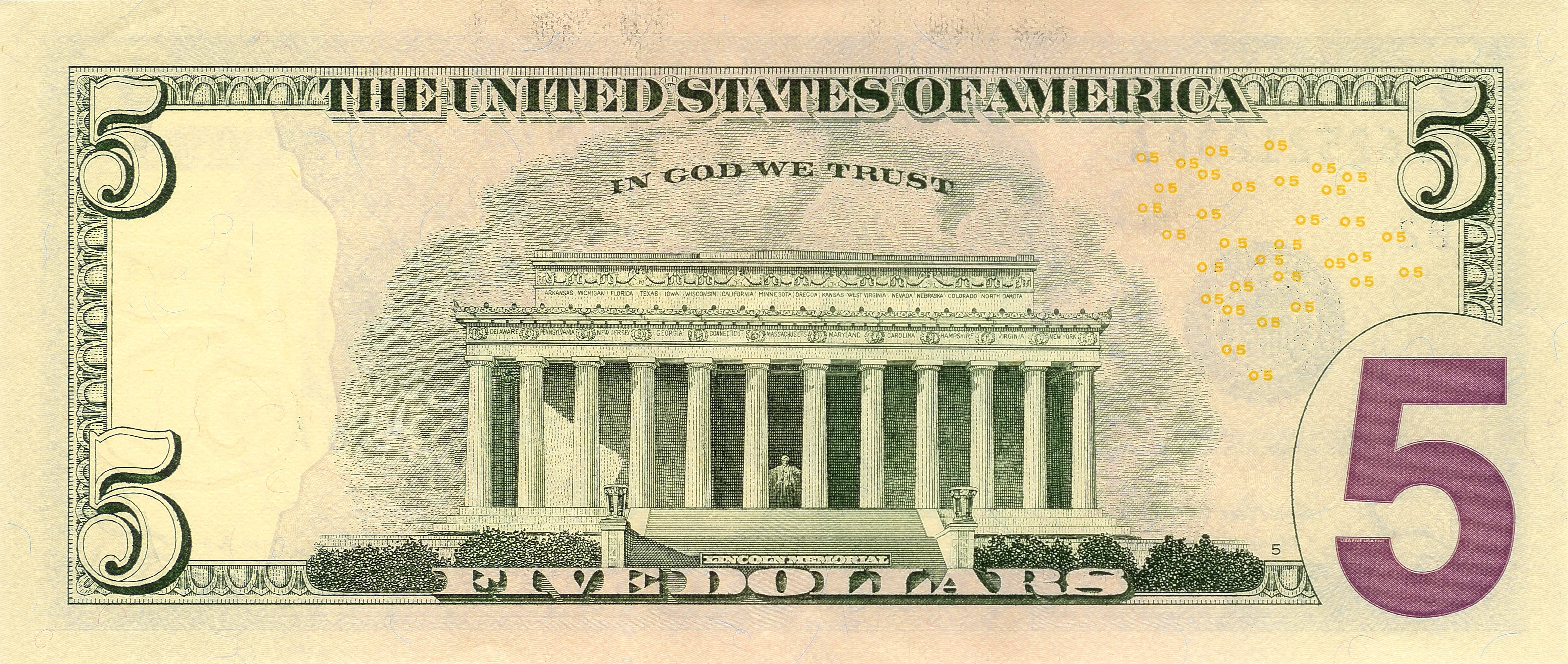
Rovescio

L'attuale banconota da 5 dollari presenta il presidente degli Stati Uniti Abraham Lincoln e il Grande Sigillo degli Stati Uniti sul davanti e il Lincoln Memorial sul retro. Tutte le banconote da 5 dollari emesse oggi sono banconote della Federal Reserve. Da dicembre 2018, la vita media di una banconota da 5 dollari in circolazione è di 4,7 anni prima che venga sostituita a causa dell'usura. Circa il 6% di tutta la valuta cartacea prodotta dal Treasury's Bureau of Engraving and Printing degli Stati Uniti nel 2009 erano banconote da 5 dollari. Sebbene a volte sia soprannominato "fin" (pinna), che ha radici tedesco/yiddish ed è lontanamente imparentato con "five" (cinque) inglese, il termine è attualmente molto meno comune di quanto lo fosse tra la fine del XIX e l'inizio del XX secolo. Occasionalmente viene anche chiamato "fiver".

## Caratteristiche
La nuova banconota da 5 dollari è stata presentata il 20 settembre 2007 ed è stata emessa il 13 marzo 2008, durante una cerimonia al President Lincoln's Cottage.

### Funzionalità di sicurezza
Funzionalità di sicurezza nuove e migliorate rendono più semplice il controllo della nuova banconota da 5 dollari e più difficile da riprodurre per i potenziali contraffattori. La nuova banconota da 5 dollari ha:
- Filigrane: ora ci sono due filigrane. Una grande filigrana con il numero "5" si trova in uno spazio vuoto a destra del ritratto, in sostituzione del ritratto in filigrana del presidente Lincoln trovato sulle banconote precedenti. È stata aggiunta una seconda filigrana, una nuova colonna di tre "5" più piccoli, posizionata a sinistra del ritratto.
- Filo di sicurezza: il filo di sicurezza incorporato corre verticalmente e ora si trova a destra del ritratto. Le lettere "USA" seguite dal numero "5" in uno schema alternato sono visibili lungo il filo da entrambi i lati della banconota. Il filo si illumina di blu se tenuto sotto la luce ultravioletta (luce nera).
- Microstampa: la banconota da $ 5 ridisegnata presenta una microstampa, ovvero l'incisione di minuscoli testi, sulla parte anteriore della banconota in tre aree: le parole "FIVE DOLLARS" (cinque dollari) possono essere trovate ripetute all'interno dei bordi sinistro e destro della banconota; la scritta "E PLURIBUS UNUM" appare nella parte superiore dello scudo all'interno del Gran Sigillo; e la parola "USA" (Stati Uniti d'America) è ripetuta tra le colonne dello scudo. Sul retro della banconota compaiono le parole "USA FIVE" lungo un bordo del grande "5" viola. Poiché sono così piccole, queste parole microstampate sono difficili da replicare.
- Inchiostro a infrarossi: il retro della banconota da cinque dollari presenta sezioni della banconota che vengono oscurate se visualizzate nello spettro infrarosso. Ciò è coerente con altre banconote statunitensi di alto valore (da $ 5 in su), che presentano tutte motivi di strisce visibili agli infrarossi unici per la determinata denominazione. Anche le banconote di altre valute mondiali, come l'Euro, presentano modelli unici visibili solo se visualizzati in questo spettro.
- Motivo circolare anti-fotocopia: piccoli "05" gialli sono stampati a sinistra del ritratto sulla parte anteriore della banconota e a destra della vignetta del Lincoln Memorial sul retro. Gli zeri negli "05" formano una "costellazione EURion" per impedire la fotocopiatura della banconota. Le fotocopiatrici rilevano il particolare disegno dei cerchi gialli e si rifiutano di farne una copia. Alcune macchine registrano il tentativo di fotocopia illegale, che un tecnico riparatore può segnalare alle forze dell'ordine.

La banconota da cinque dollari non ha l'inchiostro otticamente variabile delle banconote statunitensi di taglio più alto. 

### Caratteristiche del design
Le nuove banconote da 5 dollari mantengono le stesse dimensioni e utilizzano gli stessi ritratti e immagini storiche, ma migliorati. La differenza più evidente è la colorazione viola chiaro del centro della banconota, che si fonde con il grigio vicino ai bordi. Simile alle banconote da $ 10, $ 20, $ 50 e $ 100 recentemente ridisegnate, la nuova banconota da $ 5 presenta un simbolo americano di libertà stampato sullo sfondo: il Grande Sigillo degli Stati Uniti, con un'aquila e uno scudo, è stampato in viola sul lato. a destra del ritratto e un arco di stelle viola circondano sia esso che il ritratto. 
Quando fu costruito il Lincoln Memorial, su di esso furono incisi i nomi di 48 stati. L'immagine del Lincoln Memorial sulla banconota da 5 dollari contiene solo i nomi di 26 stati. Questi sono i 26 stati che possono essere visti sul lato anteriore del Lincoln Memorial, che è quello raffigurato sulla banconota da 5 dollari.
Sul retro della banconota, nell'angolo in basso a destra, appare un numero viola più grande, "5", per aiutare le persone con disabilità visive a distinguere la denominazione. Questo grande "5" include anche le parole "USA FIVE" ("Stati Uniti d'America" e "cinque", in inglese) in minuscole lettere bianche.
I bordi ovali attorno al ritratto del presidente Lincoln sul davanti e la vignetta del Lincoln Memorial sul retro sono stati rimossi. Entrambe le incisioni sono state migliorate.

## Redesign
Il 20 aprile 2016, il segretario della Treasury Jacob Lew ha annunciato che le banconote da 5, 10 e 20 dollari sarebbero state tutte riprogettate prima del 2020. Le modifiche aggiungerebbero nuove funzionalità per combattere la contraffazione e le renderebbero più facili da distinguere per i cittadini non vedenti. Lew disse che mentre Lincoln sarebbe rimasto sul dritto, il rovescio sarebbe stato ridisegnato per rappresentare vari eventi storici accaduti al Lincoln Memorial. Tra i progetti pianificati ci sono le immagini di Martin Luther King Jr. che tiene il suo discorso del 1963 "I Have a Dream" (ho un sogno) e il concerto del 1939 della cantante lirica Marian Anderson. A partire da gennaio 2021, il Tesoro ha continuato a lavorare sulla banconota da 20 dollari; le riprogettazioni di $ 5 e $ 10 non sono state menzionate.

## Storia
(approssimativamente 7.4218 × 3.125 in ≅ 189 × 79 mm)
- 1861: la prima banconota da 5 dollari fu emessa con un piccolo ritratto di Alexander Hamilton sulla destra e una statua allegorica che rappresenta la libertà sul lato sinistro del dritto.
- 1862: questa banconota da 5 dollari degli Stati Uniti venne emessa con un aspetto simile a quella precedente e un retro completamente rivisitato.
- 1870: le banconote National Gold furono emesse dalle banche aderenti appositamente per i pagamenti in monete d'oro. Il dritto presentava vignette di Cristoforo Colombo che avvistava la terra e Colombo con una principessa indiana; il rovescio presentava monete d'oro statunitensi.
- 1875: la banconota da 5 dollari venne rivisitata. La colorazione verde presente sul dritto fu rimossa e il disegno sul rovescio venne completamente modificato.
- 1882: un anno dopo l'assassinio di James Abram Garfield, fu emessa una nuova banconota nazionale. Il retro era marrone e aveva sulla destra le immagini di due aquile e due cavalli. Il sigillo invece, era blu aveva George Washington sul retro.
- 1890: furono emesse dalla Treasury delle nuove banconote da cinque dollari o "Coin Notes" (banconote-monete) per l'acquisto da parte del governo di lingotti d'argento dalla relativa industria mineraria. Il rovescio presentava un disegno che occupava quasi l'intera banconota.
- 1896: il diritto venne ricoperto di opere d'arte che rappresentavano l'elettricità mentre il retro presentava i ritratti di Ulysses Grant e Phillip Sheridan.
- 1899: venne emessa una nuova banconota con un ritratto del nativo americano Running Antelope.
- 1902: venne emessa un'altra banconota nazionale con il ritratto di Benjamin Harrison sul dritto. Le banconote avevano sigilli rossi o blu.
- 1914: fu rilasciata la prima banconota da 5 dollari della Federal Reserve con un ritratto di Lincoln sul dritto e vignette dell'avvistamento della terra di Colombo e dello sbarco dei pellegrini sul retro. La banconota inizialmente aveva un sigillo rosso e numeri di serie; tuttavia, sono stati cambiati in blu.
- 1915: le banconote della serie 1914 furono rivisitate, cambiando solo il bordo di un ritratto e una scritta.
- 1923: i biglietti da $5 vennero ridisegnati; vengono soprannominati "oblò" a causa della dicitura circolare THE UNITED STATES OF AMERICA (in italiano, STATI UNITI D'AMERICA) attorno al ritratto di Lincoln. Il retro presentava il Grande Sigillo degli Stati Uniti.